# Scleromystax prionotos
Scleromystax prionotos is een straalvinnige vissensoort uit de familie van de pantsermeervallen (Callichthyidae). De wetenschappelijke naam van de soort is voor het eerst geldig gepubliceerd in 1980 door Nijssen & Isbrücker.